# Pteridothrips
Pteridothrips är ett släkte av insekter som beskrevs av Hermann Priesner 1938. Pteridothrips ingår i familjen smaltripsar.
Släktet innehåller bara arten Pteridothrips pteridicola.